# William Cavendish (4. książę Devonshire)
William Cavendish (ur. w 1720, zm. 2 października 1764) – polityk brytyjski, premier w latach 1756-1757, 4th Duke of Devonshire, Książę Devonshire. 
W roku 1741 i ponownie w 1747 został wybrany do parlamentu z okręgu Derbyshire. W 1751 roku przeszedł do Izby Lordów. Od 2 kwietnia 1755 do 3 stycznia 1757 był Lordem namiestnikiem Irlandii.
Cavendish był premierem Wielkiej Brytanii Lordem Skarbnikiem (First Lord of the Treasury) w latach 1756-1757. Do zwycięstwa nad Francją w kolonialnej wojnie siedmioletniej 1756-1763 przyczynił się głównie jego minister William Pitt, 1. hrabia Chatham.
Poślubił Charlotte Elizabeth Boyle, baronową Clifford (1731–1754), córkę i dziedziczkę 3. hrabiego Burlington, słynnego architekta i kolekcjonera dzieł sztuki. Razem z Charlotte mieli czworo dzieci:
- William Cavendish, 5. książę Devonshire (1748–1811)
- Lady Dorothy Cavendish (1750–1794). (jej mężem został William Cavendish-Bentinck, 3. książę Portland, potem premier
- Lord Richard Cavendish (1752–1781)
- George Augustus Henry Cavendish, 1 hrabia Burlington drugiej kreacji (1754–1834). Jego prawnuk, 2 hrabia Burlington odziedziczy potem księstwo Devonshire jako 7. książę Devonshire.